# Deutsche Botschaft Stockholm

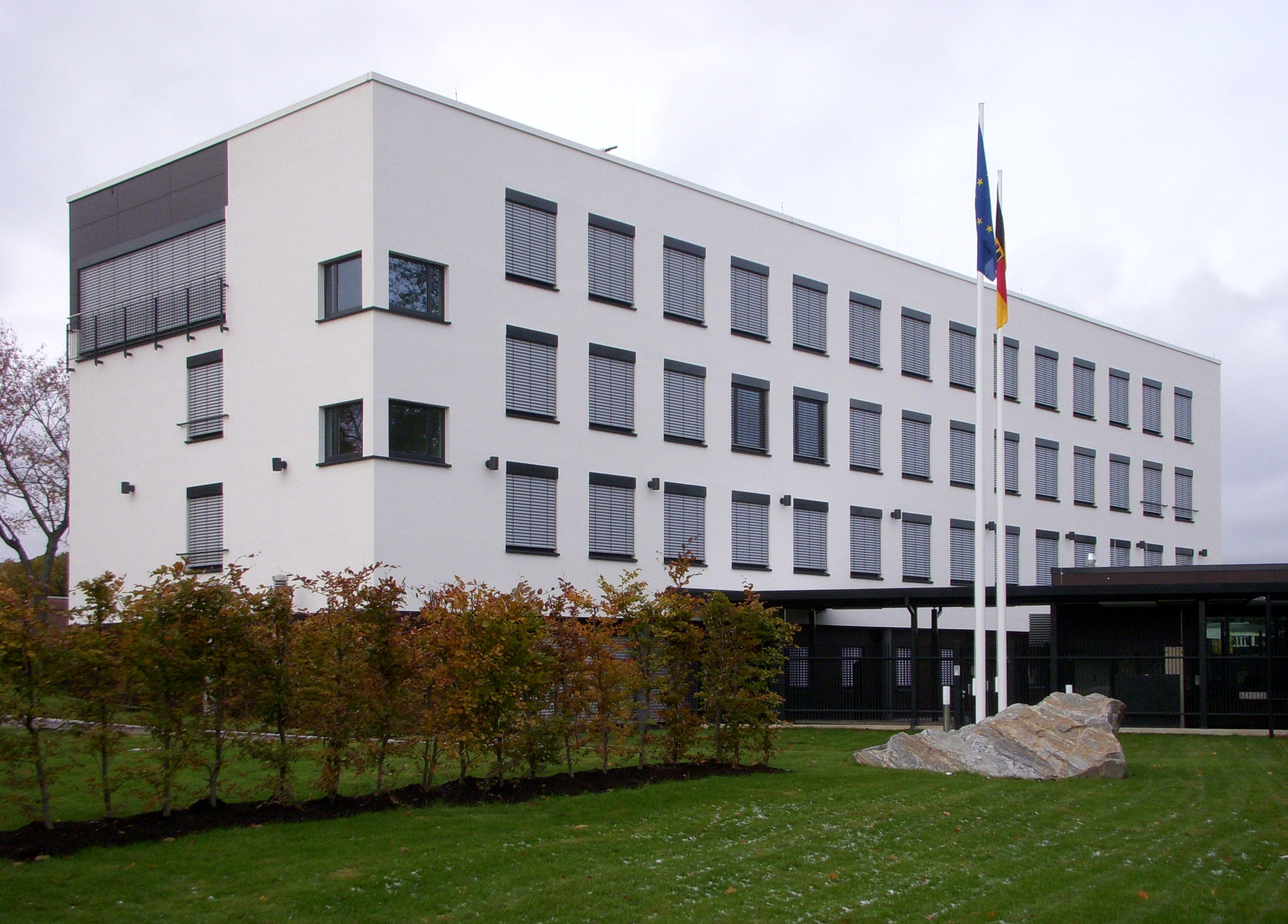
Deutsche Botschaft Stockholm, 2010

Die Deutsche Botschaft Stockholm ist die Auslandsvertretung Deutschlands in Schweden. Das Gebäude der Botschaft, nach Entwürfen von Godber Nissen 1958 bis 1960 errichtet, befindet sich seit 1960 in der Skarpögatan 9 in Diplomatstaden. Die Residenz des deutschen Botschafterehepaares befindet sich auf dem Gelände der Botschaft.

## Geschichte
Vor dem Zweiten Weltkrieg befand sich die Botschaft auf Blasieholmen im Gebäude Hovslagargatan 2, gegenüber der Gamla stan (der historischen Altstadt von Stockholm). 1951 nahm dort das Generalkonsulat der Bundesrepublik Deutschland wieder seine Arbeit auf. Einige Monate später wurde es zu einer Gesandtschaft, ab 1956 zu einer Botschaft.
Bekanntheit erlangte die Botschaft in der Skarpögatan, als diese am 24. April 1975 bei der Geiselnahme von Stockholm von Mitgliedern der Rote Armee Fraktion erstürmt wurde. Zwei Geiseln wurden ermordet und einer der Geiselnehmer starb bei einer unabsichtlich ausgelösten Explosion.
In den Jahren 2007 bis 2010 wurde das Gebäude renoviert. Im Zuge dessen wurde 2009 die Residenz des Botschafters auf dem Gelände abgerissen. Während der Bauphase zog die Botschaft in ein Gebäude in der Artillerigatan 64, ca. 1,3 km entfernt, um. Im September 2010 kehrte sie in die Skarpögatan zurück.
Im Herbst 2018 wurde eine neue Residenz auf dem Botschaftsgelände eingeweiht. 
Honorarkonsuln der Bundesrepublik Deutschland sind in Göteborg, Jönköping, Kalmar, Luleå, Malmö, Rättvik, Uddevalla und Visby bestellt und ansässig. 

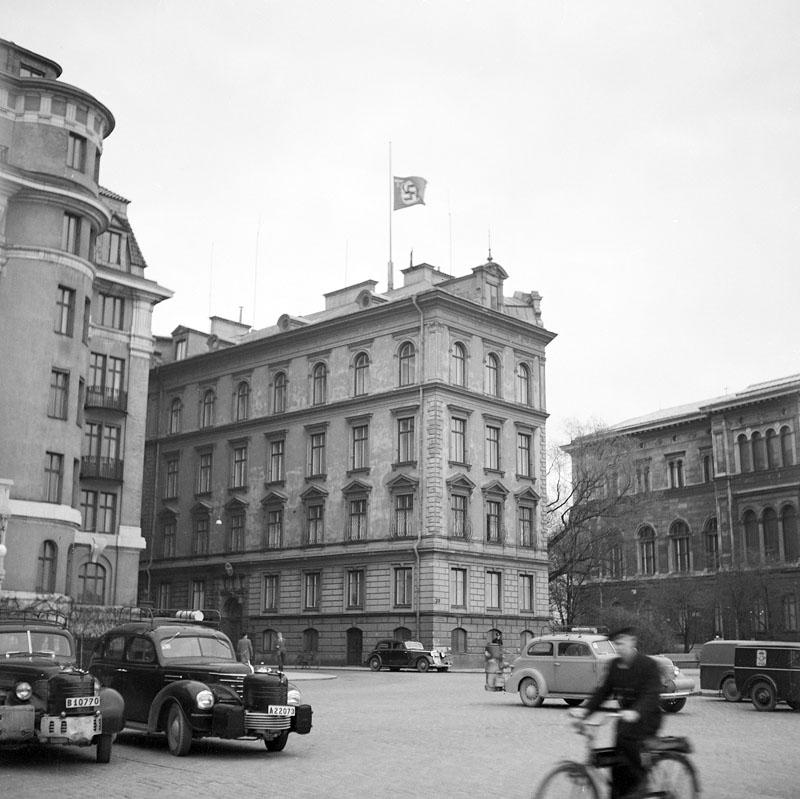
Das damalige Gesandtschaftsgebäude auf Blasieholmen mit Trauerbeflaggung zum Tode Adolf Hitlers am 30. April 1945.
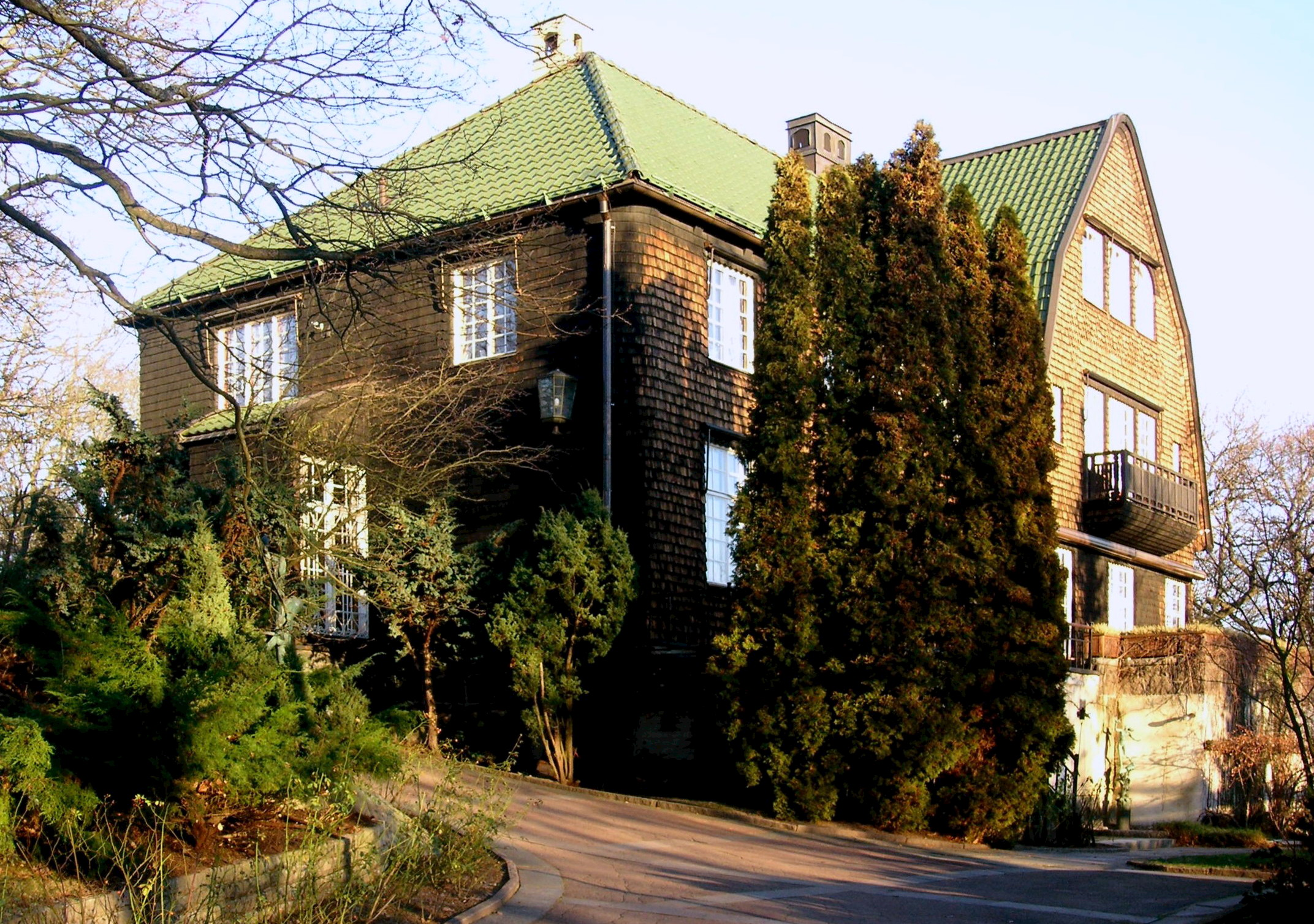
Die ehemalige Residenz Villa Ekarne auf Djurgården 2007.
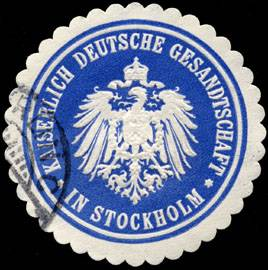
Siegelmarke Kaiserlich Deutsche Gesandtschaft in Stockholm.